# Tisočkotnik
Tisočkotnik (s tujko tudi kiliagon ali 1000-kotnik) je mnogokotnik s 1000 stranicami. Tisočkotnik ima tudi 1000 oglišč in kotov.   

## Lastnosti
Velikost vsakega izmed notranjih kotov je 179,64º. Ploščina pravilnega tisočkotnika z dolžino stranice a je:
{\displaystyle p=250a^{2}\cot {\frac {\pi }{1000}}\simeq 79577,2\,a^{2}\!\,.}
Od ploščine očrtane krožnice se ta rezultat razlikuje manj kot 0,0004 %. 
Coxeter-Dinkova diagrama sta 
 in
.
Simetrijska grupa je diedrska D1000 oziroma t{500}. Notranji kot je približno 179,64º. Tisočkotnik je konveksen, enakostraničen mnogokotnik, tetiven ter ima izogonalno in izotaksalno obliko. 